# Anas gracilis
Anas gracilis е вид птица от семейство Патицови (Anatidae).

## Разпространение
Видът е разпространен в Австралия, Вануату, Индонезия, Нова Каледония, Нова Зеландия и Папуа Нова Гвинея.